# Гейр Йоунссон Відалін
Гейр Йоунссон Відалін (ісл. Geir Jónsson Vídalín; 27 жовтня 1761, Лейфаус — 20 вересня 1823, Рейк'явік) — ісландський прелат, останній єпископ Скалгольта (з 1797 до 1801 рік) і перший єпископ Ісландії (з 1801 до 1823 рік).

## Біографія

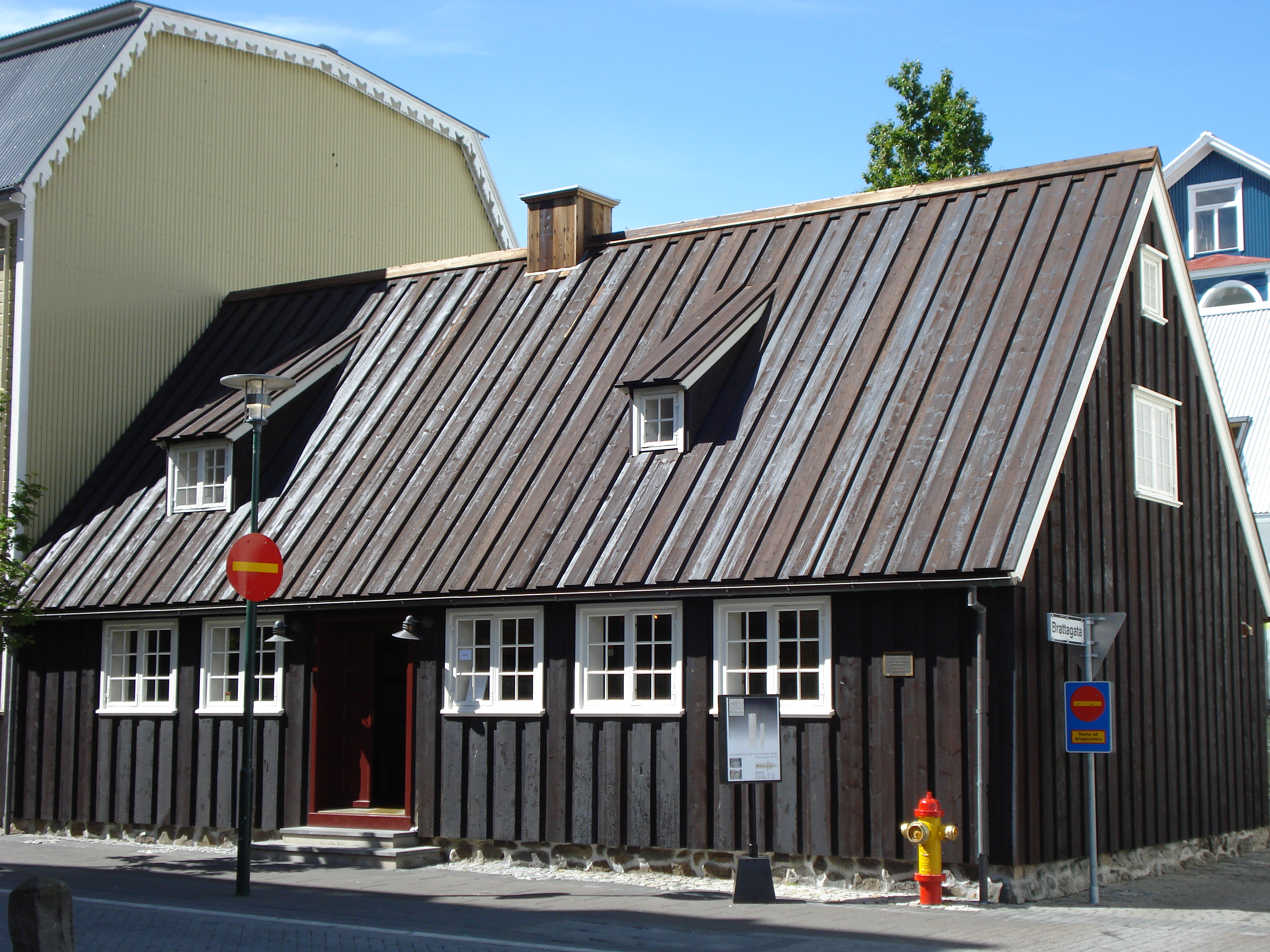
Будинок на Адальстрайті 10, який був резиденцією єпископа Гейра Відаліна з 1807 до 1823 рік

Гейр Відалін народився 27 жовтня 1761 року в Лейфаусі у громаді Гритюбаккагреппюр у сім'ї священника Йоуна Йоунссона (ісл. Jón Jónsson), настоятеля місцевої церкви, та Сигрідюр Маґнусдоттір (ісл. Sigríður Magnúsdóttir), домогосподарки. Обидва його батьки походили з відомих ісландських сімей вищого стану: батько — молодший син відомого ісландського поета, юриста і сислюмадюра Паудля Відаліна, мати — дочка Скулі Маґнуссона, першого ісландця, який обійняв посаду ісландського губернатора.
Гейр здобув ступінь з філології у Копенгагенському університеті у 1784 році, потім вступив на богословський факультет, який закінчив у 1789 році. Його висвятили на священника у Копенгагені того ж року. Після повернення до Ісландії два роки жив у свого дядька на острові Відей, потім був священником собору у Рейк'явіку і жив у Ламбастадірі у Сельтьяднарнесі. Після смерті Ганнеса Фінссона взимку 1796 року Гейра обрали єпископом Скалгольта і 30 липня 1797 його висвятили в єпископи Сіґюрдюр Стефаунссон, єпископ Гоулара. Однак після прийняття кафедри Скалгольта, Гейр продовжував залишатися в своєму будинку в Ламбастадірі, віддаленому більш ніж на 100 км від Скалгольта. Це було пов'язано з тим, що після сильного землетрусу на півдні Ісландії у 1784 році (ісл. Suðurlandsskjálftan) Скалгольт був практично зруйнований і Гейр з міркувань безпеки відмовлявся туди їхати, плануючи перемістити єпископську кафедру у Рейк'явік. Тим часом єпископ Гоулара Сігюрдюр помер навесні 1798 року, обрання його наступника затяглося і було ухвалено рішення об'єднати дві єпархії в одну та заснувати титул єпископа Ісландії. Королівським листом у листопаді 1801 року Гейра Відаліна призначили єпископом Ісландії, а його кафедру розмістили у Рейк'явіку у нещодавно збудованому кафедральному соборі.
Після прийняття кафедри єпископа Ісландії Гейр продовжував жити в Ламбастадірі до 1807 року, потім переїхав до центру Рейк'явіка, в якому на той час проживало близько 700 жителів, на Адальстрайті 10, який пізніше був названий городянами «єпископською канцелярією». Єпископ, його дружина, Сигрідюр Галльдоурсдоттір (ісл. Sigríður Halldórsdóttir; померла у 1849 році), і його друг і однокласник — ісландський поет і драматург Сігюрдюр П'єтюрсон (ісл. Sigurður Pétursson; 1759—1827), жили в цьому будинку аж до смерті.
Єпископа Гейра хвалили за його гостинність, щедрість і доброту, часто називали «добрим єпископом Гейром» (ісл. Geir biskup góði). Його щедрість була настільки велика, що зрештою єпископ збанкрутував, тоді призначили спеціальний комітет, який контролював його фінанси та щотижня виділяв гроші, борошно, масло, чорнило, тютюн і т.д.
Восени 1823 року грінда викинулася на берег у Рейк'явіку в районі нинішньої вулиці Вестюргата, її витягли й обробили, а дивитися на це прийшла більшість жителів столиці, в тому числі і єпископ, який застудився, захворів і незабаром помер від запалення легень 20 вересня 1823 року. Після смерті єпископа Гейра, 25 грудня 1824 року новим єпископом Ісландії став Стейнґрімюр Йоунссон.